# ویلیام سی. سی. کلیبورن
ویلیام سی.سی. کلیبورن (به انگلیسی: William C.C. Claiborne) سناتور سابق عضو حزب دموکرات-جمهوری‌خواه بود. وی در سال ۱۸۱۷ میلادی سناتور ایالت لوئیزیانا در سنای ایالات متحده آمریکا بود. وی تا کنون جوانترین نماینده کنگره آن کشور است.